# Marcus Holmgren
Karl Marcus Holmgren, född 6 januari 1975, är en svensk styrkelyftare från Piteå. Han är bosatt i Stockholm sedan 1999 och tävlar för Sundbybergs TK.

## Personliga rekord
- Klassisk bänkpress -66kg – 122,5kg (Borås 3 juli 2014)[2]
- Bänkpress -66kg – 152.5kg (Rødby 19 april 2016)[2]
- Bänkpress -74kg – 190kg (Vedum 6 december 2019)[2]
- Bänkpress -83kg – 202,5kg (Sundbyberg 13 februari 2022)